# Владимирська
Влади́мирська — станиця в Лабінському районі Краснодарського краю. Центр Владимирського сільського поселення.
Населення — 7,2 тис. мешканців (2002).
Станиця розташована на річці Кукса (права притока Лаби) за 5 км південніше міста Лабінськ. Залізнична станція Владимирська на гілці Курганінськ — Псебай.